# Симхе Трахтер
Симхе-Бінем Трахтер (пол. Symche-Binem Trachter); нар. у 1883 році в Любліні, пом. у 1942 році в Треблінці — польський художник єврейського походження.

## Біографія
Симхе Трахтер народився в Любліні у родині заможних міщан. Потяг до малювання виник у нього вже в юних роках. У 1911 році Трахтер переїхав до Варшави. Протягом 1916–1920 років навчався образотворчому мистецтву в Школі образотворчих мистецтв у Варшаві, потім продовжив навчання в Академії образотворчих мистецтв у Кракові під керівництвом Яцека Мальчевського, Теодора Аксентовича та Станіслава Дембіцького. Згодом виїхав до Відня, де шість місяців навчався у Віденьській академії образотворчих мистецтв. Кілька років (починаючи з 1927 року) провів у Парижі, навчаючись в Академії Рансона. Тут Трахтер зустрівся з багатьма представниками École de Paris. Саме в Парижі він здружився з Тадеушем Маковським. Після повернення до Польщі у 1929 році знову почав жити в Любліні, краєвиди якого втілював у своїх роботах.
Результатом частих відвідин художником Казімежа стали малюнки, на яких зображені образи цього міжвоєнного штетла.
Симхе Трахтер був членом Союзу польських художників, а його роботи виставлялися в Любліні, Варшаві, Лодзі, Кракові та інших містах.
У 1938 році знову переїхав до Варшави. Під час нацистської окупації Симхе Трахтер опинився у Варшавському гетто. Там разом із Феліксом Фридманом створив фрески у залі засідань варшавського Юденрату (на найбільшому образі зображений Йов Багатостраждальний). На життя заробляв працею в майстерні, де виготовлялися точильні камені та абразивні порошки.
У ніч із 26 на 27 серпня 1942 року разом із іншими працівниками майстерні був вивезений до табору смерті у Треблінці.
Із творчості Трахтера збереглося небагато картин, переважно в люблінських колекціях (зокрема, в Люблінському музеї). За переказами, він нібито замурував десь частину своїх праць перед тим, як покинути Люблін, але їх так ніколи і не було знайдено.